# Adam Walaszek
Adam Stefan Walaszek (1951) é um professor e historiador polaco

## Carreira Profissional e Académica
Nas últimas décadas, Adam Walaszek teve um papel de destaque na reinvenção do estudo sobre os americanos com origens polacas, através das suas pesquisas na área das
migrações de retorno, e sobre o trabalho e os estudos das comunidades locais e e das famílias. Orientado pelos principais historiadores da primeira geração de estudiosos da cultura Americano-Polaca, incluindo Andrzej Brozek e Miroslaw Francic, Adam Walaszek foi um dos primeiros historiadores polacos que se movimentou no meio acadêmico norte-americano e simultaneamente no meio acadêmico dos novos investigadores polacos.  Depois de fazer o seu doutoramento na Universidade de Jagiellonian, em 1981, Walaszek realizou pesquisas que resultaram em importantes contributos para o estudo da comunidade polaca na América.
Atualmente é professor de História e diretor do Departamento de História no Instituto da Diáspora Polaca e Estudos Étnicos da Universidade de Jagiellonian, onde lecciona nos cursos de História das Migrações Internacionais, Diásporas do Mundo, História do Grupo Étnico Polaco nos Estados Unidos e História e Sociedade dos Estados Unidos. É membro do conselho editorial da Przeglad Polonijny,  e editor chefe da Prace Polonijne, publicações da Universidade de Jagiellonian. É ainda membro de grupos académicos dedicados aos estudos sobre migrações na Eslovénia.
Desde 1981, participou nos debates de mais de sessenta conferências na Polônia, Itália, Finlândia, França, Croácia, Canadá, Alemanha, Inglaterra, Bélgica, Eslovénia, Áustria, Suécia, Luxemburgo, Holanda, Noruega, Irlanda do Norte, Portugal e Austrália. Contribuiu também para os trabalhos de conferências nos Estados Unidos, incluindo o encontro anual do Instituto Polaco das Artes e Ciências e a Associação de História e Ciências Sociais.
Membro da Associação Histórica dos Americanos-Polacos, Walaszek foi membro do Conselho desta Associação entre 1993 e 1998. Atualmente, faz parte do conselho editorial das publicações sobre estudos polacos e americano-polacos da Universidade de Ohio.
Adam Walaszek venceu o Prêmio Joseph Swastek para o melhor artigo sobre Estudos Americano-Polacos.

## Principais trabalhos sobre a História dos Polacos na América
Reemigracja ze Stanów Zjednoczonych do Polski po I wojnie swiatowej, 1919 1924
[Return Migration from the United States to Poland after the First World War, 1919-1924 ] (1983);
Polscy robotnicy, praca i zwiazki zawodowe w Stanach Zjednoczonych Ameryki, 1880 1922
[Polish workers, work and the labor movement in the USA, 1880-1922] (1988),
Swiaty imigrantów.Tworzenie polonijnego Cleveland, 1880-1930
[Immigrant Worlds: The Making of Polish-American Cleveland 1880-1929] (Nomos, 1994).
Co-edição (comT. Gladsky, e M. Wawrykiewicz) da antologia: Ethnicity, Culture and City: Polish Americans in the USA.